# 涡扇-19
涡扇-19，正式編號FWS-19，代号“黃山”，是中国航空发动机集团四川燃气涡轮院（624）正在研制中的一款矢量中等推力军用涡轮风扇航空发动机，计划用于殲-35等机型。

#### 使用机型
- 殲-35

#### 相似引擎
- 通用電氣F414
- Eurojet EJ200（英语：Eurojet EJ200）

## 引用
1. ↑  . imil.ifeng.com.   [2022-08-19].
2. ↑  sina_mobile. . mil.sina.cn. 2020-11-16  [2022-08-19]. （原始内容存档于2022-08-19）.